# Biton kraekolbei
Biton kraekolbei är en spindeldjursart som beskrevs av Robert A.Wharton 1981. Biton kraekolbei ingår i släktet Biton och familjen Daesiidae. Inga underarter finns listade.